# Barbara Grosz
Barbara Jean Grosz (Philadelphia, 21 juli 1948) is een Amerikaanse computerwetenschapper gespecialiseerd in computerlinguistiek en Higgins hoogleraar natuurwetenschappen aan de Harvard-universiteit.

## Opleiding
Grosz voltooide in 1969 haar opleiding aan de Cornell Universiteit en behaalde in 1977 haar masterdiploma computerwetenschappen aan de UC Berkeley.

## Carrière en onderzoek
Grosz is gespecialiseerd in computerlinguïstiek. Ze ontwikkelde enkele van de vroegste dialoogsystemen voor computers en zette het onderzoeksveld van de computermodellering op. Haar inzet hielp het onderzoeksveld in de computerlinguïstiek op te richten. Grosz ontwikkelde een theorie waarmee de intonatie en daarmee de intentie van de spreker kan worden achterhaald. Het gaat hierbij om de interactie tussen de mens en de kunstmatige intelligentie die de taal zo goed mogelijk moet interpreteren.

## Lidmaatschappen en onderscheidingen
Grosz is lid van verschillende Amerikaanse instituten als  de American Philosophical Society en de Association for the Advancement of Artificial Intelligence (AAAI). In 1993 werd ze de eerste vrouwelijke president van de AAAI.
In 2008 ontving ze de ACM/AAAI Allen Newell Award voor "fundamentele bijdragen aan onderzoek op het gebied van natuurlijke taalverwerking en multi-agent systemen, voor haar leiderschap op het gebied van kunstmatige intelligentie en voor haar rol in de oprichting en leiding van interdisciplinaire instituten". In 2015 ontving ze de IJCAI Award for Research Excellence voor haar baanbrekende onderzoek in Computerlinguïstiek. In 2017 ontving ze de Association for Computational Linguistics Life Time Achievement Award.
- Association for Computing Machinery: 81100521266
- Bibsys: 90375463
- DBLP: g/BarbaraJGrosz
- International Standard Name Identifier: 0000 0000 2410 6257
- Library of Congress Control Number: n78049648
- Mathematics Genealogy Project: 77528
- Nationale Bibliotheek van Israël: 987007432521605171
- Nederlandse Thesaurus van Auteursnamen: 068612915
- Réseau des bibliothèques de Suisse occidentale: 02-A003323312
- Système universitaire de documentation: 195267702
- Virtual International Authority File: 8645341
- WorldCat: E39PBJg4gKjTBdKDxq6QQmDXh3